# Минай (жіночий футбольний клуб)
«Минай» — жіноча команда українського професійного футбольного клубу «Минай».

## Історія
29 серпня 2023 року футбольний клуб «Минай» офіційно представив свою жіночу секцію.. Клуб уклав договір про співпрацю з відділенням жіночого футболу Закарпатської обласної дитячо-юнацької спортивної школи.
Капітаном новоствореної команди стала захисниця Анастасія Сірмай, яка раніше вже мала досвід виступів на високому рівні у складі титулованого харківського «Житлобуда-2». Граючим головним тренером було призначено досвідчену нападницю — Крістіну Ігорівну Костевка. Вона є екс-гравчинею словацького клубу «Гуменне».
3 вересня 2023 року жіноча команда «Миная» провела свій перший в історії офіційний матч, де у першому турі чемпіонату України серед команд Першої ліги, приймала на своєму полі житомирське «Полісся». Та гра закінчилась з рахунком 3:0 на користь команди з Закарпаття. «Минай» виступав в групі «А», де по завершенню сезону посів перше місце і здобув право на участь в фіналі чотирьох, щоб поборотись за медалі та підвищення у класі. 
В півфінальній грі «минайські лисички» мінімально поступилися київській «Оболоні». В матчі за третє місце у драматичному поєдинку закарпатська команда переграла житомирське «Полісся» з рахунком — 4:3 та здобула бронзові медалі чемпіонату. Найкращою голеадоркою «Минаю» в сезоні стала Каріна Леспух.

## Досягнення
- Перша ліга України
  -  Срібний призер (1): 2025
  -  Бронзовий призер (1): 2024

## Пам'ятні матчі
- Перший гол в офіційному матчі: Бабенко Катерина, Минай (Закарпаття) — «Полісся» (Житомир).
- Перша перемога в офіційному матчі: 3 вересня 2023 (Перша ліга України): Минай (Закарпаття) — «Полісся» (Житомир) — 3:0.
- Перша поразка в офіційному матчі: 24 вересня 2023 (Кубок України): Минай (Закарпаття) — «Кривбас» (Кривий Ріг) — 0:6.